# أدريان دي لا فيوينت
أدريان دي لا فيوينت (بالإسبانية: Adrián de la Fuente)‏ هو لاعب كرة قدم إسباني في مركز الدفاع، ولد في 26 فبراير 1999 في إليسكوريال في إسبانيا.

## وصلات خارجية
- أدريان دي لا فيوينت على موقع الاتحاد الأوربي (الإنجليزية)
- أدريان دي لا فيوينت على موقع قاعدة بيانات كرة القدم.إي يو (الإنجليزية)
- أدريان دي لا فيوينت على موقع Soccerway.com (الإنجليزية)
- أدريان دي لا فيوينت على موقع عالم كرة القدم.نت (الإنجليزية)